# المحقق كونان (الموسم 5)
المحقق كونان هو الموسم الخامس من سلسلة المحقق كونان (باليابانية: 名探偵コナン، تُنطق ميه‌‌تانتيه كۆنان أي المحقق العظيم كونان) تُرجمت رسميًا إلى المُحقق كونان، وهي سلسلة مانغا للكاتب غوشو أوياما حُولِّت إلى مسلسل أنيمي وحلقات أوفا وأفلام أنمي وألعاب فيديو ووسائط أخرى يابانية وقد بدأ عرض السلسلة من 29 يونيو 1998 ولغاية 8 فبراير 1999.
أُذيعت الحلقة الأولى في 8 يناير 1996 وعرضت الحلقات بالتوالي إلى أن وصلت إلى أكثر من 1,157 حلقة، وبذلك تحتل المركز الخامس عشر في قائمة أكثر الأنيميات من حيث عدد الحلقات. يتم عرض حلقة واحدة من الأنمي أسبوعيًّا على نبون تلفجن إلا في حالات عرض الأفلام فإنها قد تتأجل إلى أسبوعين أو أكثر. تتم دبلجة الأنيمي للغة العربية من قِبَل مركز الزهرة ولا تزال دبلجته مُستمرة لأكثر من ثمانية عشرة سنة منذ سنة 1998، حيث عُرض لأول مرة على تلفزيون قطر، وقد وصلت الحلقات المُدبلجة إلى 582 (551 بالنّظام الياباني) من أصل 1,157 حلقة.
يُعرَض المحقق كونان في اليابان على قناة نيبون تي في وقناة يوميأوري وقناة أنيماكس وقناة YTV اليابانية، وقد لاقى المحقق كونان رواجًا كبيرًا في اليابان حيث احتل مركزًا من ضمن المراكز الستة الأوائل في ست مناسبات مختلفة. وبحسب استطلاعات الرأي التي أجرتها مجلة أنيميج، اعتبر الأنيمي من بين أفضل 20 أنيمي تم إصداره خلال الفترة من عام 1996 ولغاية عام 2001. أيضا احتل المحقق كونان المركز الثالث والعشرين من ضمن قائمة أفضل 100 أنيمي، أجرته شبكة أساهي اليابانية في عام 2005.
إثر عرض حلقتين من الدبلجة في اطار مسابقة للمشاهدين لحل ألغاز الحلقة في 2003 على سبيس تون، بدأ عرض الجزء الرابع من الدبلجة العربية للمحقق كونان في سنة 2005  ابتداء من الحلقة 124 اليابانية إلى الحلقة 186 ليبلغ عدد حلقاته 71 حلقة في نسخته العربية. الفارق في عدد الحلقات مرده أن الحلقات الخاصة التي تدوم ساعة أو ساعتين في النسخة الأصلية يتم تجزئتها لعدة حلقات بالعربية، وفي الغالب تحذف أجزاء منها لاختصارها مثل الخاتمات.
ملاحظة مهمة: بداية من الجزء الرابع من الدبلجة العربية، تم التخلي عن ترقيم الحلقات في نسخها العربية. و كان الشأن كذلك لجميع الأجزاء اللاحقة ماعدا الجزء الخامس الذي رقم حلقاته من 1 إلى 52.

## عناوين الحلقات
| #            | #             | عنوان الحلقة | عنوان الحلقة                        | تفاصيل الحلقة            | تفاصيل الحلقة  |
| اليابان      | العالم العربي | باليابانية | بالدبلجة العربية                    | في المانغا               | تاريخ العرض    |
| ------------ | ------------- | --- | ----------------------------------- | ------------------------ | -------------- |
| 107          | 110           | رجل نجم موجورا الغامضة (الجزء الأول) 「モグラ星人謎の事件（前編）」 - Mogura Seijin Nazo no Jiken (Zenpen)                                                           | نبتة العطر (الجزء الأول)            | فلر                      | 29 يونيو 1998  |
| 108          | 111           | رجل نجم موجورا الغامضة (الجزء الثاني) 「モグラ星人謎の事件（後編）」 - Mogura Seijin Nazo no Jiken (Kōhen)                                                           | نبتة العطر (الجزء الثاني)           | فلر                      | 6 يوليو 1998   |
| 109          | 112           | تعقب فريق التحريات الصغير 「探偵団大追跡事件」 - Tantei-dan Daitsuiseki Jiken                                                                                        | السيارة الحمراء                     | فلر                      | 13 يوليو 1998  |
| 110          | 113           | جريمة قتل في مطبخ المدرسة (الجزء الأول) 「料理教室殺人事件（前編）」 - Ryōri Kyōshitsu Satsujin Jiken (Zenpen)                                                       | الرحيل الصامت (الجزء الأول)         | فلر                      | 27 يوليو 1998  |
| 111          | 114           | جريمة قتل في مطبخ المدرسة (الجزء الثاني) 「料理教室殺人事件（後編）」 - Ryōri Kyōshitsu Satsujin Jiken (Kōhen)                                                       | الرحيل الصامت (الجزء الثاني)        | فلر                      | 3 أغسطس 1998   |
| 112          | 115           | السبع الغوامض في مدرسة تيتان الابتدائية 「帝丹小7不思議事件」 - Teitan-shō Nana-Fushigi Jiken                                                                        | ظلال الظلام                         | فصل 154-155              | 10 أغسطس 1998  |
| 113          | 116           | جريمة قتل "الرمال البيضاء" 「白い砂浜殺人事件」 - Shiroi Sunahama Satsujin Jiken                                                                                     | همس الامواج                         | مانغا خاصة مجلد 1 فصل 6  | 17 أغسطس 1998  |
| 114          | ××            | جريمة قتل "بذلة الغوص" (الجزء الأول) 「スキューバダイビング殺人事件（前編）」 - Sukyūba Daibingu Satsujin Jiken (Zenpen)                                             | لم تدبلج                            | فصل 163-165              | 24 أغسطس 1998  |
| 115          | ××            | جريمة قتل "بذلة الغوص" (الجزء الثاني) 「スキューバダイビング殺人事件（後編）」 - Sukyūba Daibingu Satsujin Jiken (Kōhen)                                             | لم تدبلج                            | فصل 163-165              | 31 أغسطس 1998  |
| 116          | 117           | المؤلف المفقود (الجزء الأول) 「ミステリー作家失踪事件（前編）」 - Misuterii Sakka Shissō Jiken (Zenpen)                                                              | ما بين السطور (الجزء الأول)         | فصل 182-184              | 7 سبتمبر 1998  |
| 117          | 118           | المؤلف المفقود (الجزء الثاني) 「ミステリー作家失踪事件（後編）」 - Misuterii Sakka Shissō Jiken (Kōhen)                                                              | ما بين السطور (الجزء الثاني)        | فصل 182-184              | 14 سبتمبر 1998 |
| 118          | 119           | جريمة قتل نانيوا السرية (حلقة خاصة لمدة ساعة) 「浪花の連続殺人事件」 - Naniwa no Renzoku Satsujin Jiken                                                              | خوف الشمال (الجزء الأول)            | فصل 185-188              | 20 سبتمبر 1998 |
| 118          | 120           | جريمة قتل نانيوا السرية (حلقة خاصة لمدة ساعة) 「浪花の連続殺人事件」 - Naniwa no Renzoku Satsujin Jiken                                                              | خوف الشمال (الجزء الثاني)           | فصل 185-188              | 20 سبتمبر 1998 |
| 119          | 121           | جريمة قتل يايبا المقنع 「仮面ヤイバー殺人事件」 - Kamen Yaibaa Satsujin Jiken                                                                                        | البطل المقنع                        | فلر                      | 12 أكتوبر 1998 |
| 120          | 122           | جريمة قتل "كوكتيل العسل" 「ハニーカクテル殺人事件」 - Hanii Kakuteru Satsujin Jiken                                                                                  | سلاح بجناحين                        | فلر                      | 19 أكتوبر 1998 |
| 121          | 123           | جريمة قتل "الحمام الموصد" (الجزء الأول) 「バスルーム密室事件（前編）」 - Basurūmu Misshitsu Jiken (Zenpen)                                                           | تيما وسيما (الجزء الأول)            | فصل 197-199              | 26 أكتوبر 1998 |
| 122          | 124           | جريمة قتل "الحمام الموصد" (الجزء الثاني) 「バスルーム密室事件（後編）」 - Basurūmu Misshitsu Jiken (Kōhen)                                                           | تيما وسيما (الجزء الثاني)           | فصل 197-199              | 2 نوفمبر 1998  |
| 123          | 125           | اختطاف فتاة الطقس 「お天気お姉さん誘拐事件」 - Otenki Oneesan Yūkai Jiken                                                                                            | الرسائل الرقمية                     | فلر                      | 9 نوفمبر 1998  |
| الجزء الرابع |               | |                                     |                          |                |
| 124          | 126           | جريمة قتل "القناص المجهول" (الجزء الأول) 「謎の狙撃者殺人事件（前編）」 - Nazo no Sogekimono Satsujin Jiken (Zenpen)                                                 | بقعة الضوء (الجزء الأول)            | فلر                      | 16 نوفمبر 1998 |
| 125          | 127           | جريمة قتل "القناص المجهول" (الجزء الثاني) 「謎の狙撃者殺人事件（後編）」 - Nazo no Sogekimono Satsujin Jiken (Kōhen)                                                 | بقعة الضوء (الجزء الثاني)           | فلر                      | 23 نوفمبر 1998 |
| 126          | 128           | جريمة قتل "الفرقة المتنقلة" (الجزء الأول) 「旅芝居一座殺人事件（前編）」 - Tabi Shibai Ichiza Satsujin Jiken (Zenpen)                                                | فرقة المسرح المتجولة (الجزء الأول)  | فلر                      | 30 نوفمبر 1998 |
| 127          | 129           | جريمة قتل "الفرقة المتنقلة" (الجزء الثاني) 「旅芝居一座殺人事件（後編）」 - Tabi Shibai Ichiza Satsujin Jiken (Kōhen)                                                | فرقة المسرح المتجولة (الجزء الثاني) | فلر                      | 7 ديسمبر 1998  |
| 128          | 130           | المنظمة السوداء: قضية سرقة مليار ين 「黒の組織10億円強奪事件」 - Kuro no Soshiki Kara Kita Onna Daigaku Kyōju Satsujin Jiken                                         | عصابة المعاطف السوداء               | فلر، مع دمج نهاية فصل 16 | 14 ديسمبر 1998 |
| 129          | 131           | الفتاة التي أتت من المنظمة السوداء، جريمة قتل استاذ الجامعة (حلقة خاصة لمدة ساعتين) 「黒の組織から来た女 大学教授殺人事件」 - Kuro no Soshiki Jūoku En Gōdatsu Jiken | الطالبة الجديدة (الجزء الأول)       | فصل 176-181              | 4 يناير 1999   |
| 129          | 132           | الفتاة التي أتت من المنظمة السوداء، جريمة قتل استاذ الجامعة (حلقة خاصة لمدة ساعتين) 「黒の組織から来た女 大学教授殺人事件」 - Kuro no Soshiki Jūoku En Gōdatsu Jiken | الطالبة الجديدة (الجزء الثاني)      | فصل 176-181              | 4 يناير 1999   |
| 129          | 133           | الفتاة التي أتت من المنظمة السوداء، جريمة قتل استاذ الجامعة (حلقة خاصة لمدة ساعتين) 「黒の組織から来た女 大学教授殺人事件」 - Kuro no Soshiki Jūoku En Gōdatsu Jiken | الطالبة الجديدة (الجزء الثالث)      | فصل 176-181              | 4 يناير 1999   |
| 129          | 134           | الفتاة التي أتت من المنظمة السوداء، جريمة قتل استاذ الجامعة (حلقة خاصة لمدة ساعتين) 「黒の組織から来た女 大学教授殺人事件」 - Kuro no Soshiki Jūoku En Gōdatsu Jiken | الطالبة الجديدة (الجزء الرابع)      | فصل 176-181              | 4 يناير 1999   |
| 130          | 135           | قضية التهديد العشوائي في الإستاد (الجزء الأول) 「競技場無差別脅迫事件（前編）」 - Kyōgijō Musabetsu Kyōhaku Jiken (Zenpen)                                           | تهديد داخل الملعب (الجزء الأول)     | فصل 189-191              | 11 يناير 1999  |
| 131          | 136           | قضية التهديد العشوائي في الإستاد (الجزء الثاني) 「競技場無差別脅迫事件（後編）」 - Kyōgijō Musabetsu Kyōhaku Jiken (Kōhen)'                                          | تهديد داخل الملعب (الجزء الثاني)    | فصل 189-191              | 18 يناير 1999  |
| 132          | 137           | جريمة قتل في نادي السحرة (جزء الأحداث) 「奇術愛好家殺人事件（事件篇）」 - Kijutsu Aikōka Satsujin Jiken (Jikenhen)                                                   | أصدقاء لعبة الخفة (الجزء الأول)     | فصل 192-196              | 25 يناير 1999  |
| 133          | 138           | جريمة قتل في نادي السحرة (جزء الاستنتاج) 「奇術愛好家殺人事件（疑惑篇）」 - Kijutsu Aikōka Satsujin Jiken (Giwakuhen)                                                | أصدقاء لعبة الخفة (الجزء الثاني)    | فصل 192-196              | 1 فبراير 1999  |
| 134          | 139           | جريمة قتل في نادي السحرة (جزء الحل) 「奇術愛好家殺人事件（解決篇）」 - Kijutsu Aikōka Satsujin Jiken (Kaiketsuhen)                                                   | أصدقاء لعبة الخفة (الجزء الثالث)    | فصل 192-196              | 8 فبراير 1999  |